# Pekka Rinne
Pekka Rinne, född 3 november 1982 i Kempele, är en finländsk före detta professionell ishockeymålvakt som under en stor del av sin karriär spelade för Nashville Predators i NHL.
Rinne började sin karriär i den finska ishockeyklubben Oulun Kärpät. Säsongen 2010–11 blev Rinne utnämnd till NHL:s näst bäste målvakt efter Tim Thomas.
Den 3 november 2011 skrev Pekka Rinne på ett sjuårs-kontrakt med Nashville som ger honom 325 miljoner kronor, vilket gör honom till den bäst betalde målvakten i NHL säsongen 2012–13. Dessvärre har senaste säsongerna kantats med återkommande höftproblem, vilket gjorde att Rinne opererades sommaren 2013. Efter operationen drabbades Rinne av en bakterieinfektion.
Den 10 januari 2020 blev Pekka Rinne den blott tolfte målvakten att göra mål i NHL, när han i slutet av en grundspelsmatch mot Chicago Blackhawks fastställde slutresultatet 2-5. Han är också den förste målvakten i Nashville Predators organisation som själv skjuter pucken i mål.

## Meriter
Rinne vann Vezina Trophy som NHL:s bäste målvakt säsongen 2017–18.

## Spelstil
Pekka Rinne är med sina 196 centimeter en ovanligt stor ishockeymålvakt men är trots det mycket vig och atletisk, vilket gör att han snabbt kan täcka stora delar av målburen. Han litar också mycket till sina snabba reflexer.

## Landslagskarriär
En skada gjorde så att Rinne missade Olympiska spelen i Sochi 2014, där han inför turneringen var aktuell som förstamålvakt i det Finska ishockeylandslaget. I VM 2014 var Pekka Rinne förstamålvakt och tog silver med Finland.

## Statistik
V = Vinster, F = Förluster, O = Oavgjorda, ÖTF = Förluster på övertid eller straffar, MIN = Spelade minuter, IM = Insläppta mål, N = Nollor, GIM = Genomsnitt insläppta mål per match, R% = Räddningsprocent

### Grundserie
| Säsong     | Lag                 | Liga       | Matcher | V   | F   | O | ÖTF | MIN    | IM   | N  | GIM  | R%    |
| ---------- | ------------------- | ---------- | ------- | --- | --- | - | --- | ------ | ---- | -- | ---- | ----- |
| 2002–03    | Kärpät              | FM-L       | 1       | 0   | 1   | 0 | —   | 60     | 3    | 0  | 3.00 | .893  |
| 2003–04    | Kärpät              | FM-L       | 14      | 5   | 4   | 4 | —   | 824    | 41   | 0  | 2.99 | .897  |
| 2004–05    | Kärpät              | FM-L       | 10      | 8   | 0   | 1 | —   | 572    | 16   | 0  | 1.68 | .927  |
| 2005–06    | Milwaukee Admirals  | AHL        | 51      | 30  | 18  | 2 | —   | 2960   | 139  | 2  | 2.82 | .904  |
| 2005–06    | Nashville Predators | NHL        | 2       | 1   | 1   | — | 0   | 63     | 4    | 0  | 3.80 | .900  |
| 2006–07    | Milwaukee Admirals  | AHL        | 29      | 15  | 7   | 6 | —   | 1670   | 65   | 3  | 2.34 | .920  |
| 2007–08    | Milwaukee Admirals  | AHL        | 65      | 36  | 24  | 3 | —   | 3840   | 158  | 5  | 2.47 | .908  |
| 2007–08    | Nashville Predators | NHL        | 1       | 0   | 0   | — | 0   | 29     | 0    | 0  | 0.00 | 1.000 |
| 2008–09    | Nashville Predators | NHL        | 52      | 29  | 15  | — | 4   | 2999   | 119  | 7  | 2.38 | .917  |
| 2009–10    | Nashville Predators | NHL        | 58      | 32  | 16  | — | 5   | 3246   | 137  | 7  | 2.53 | .911  |
| 2010–11    | Nashville Predators | NHL        | 64      | 33  | 22  | — | 9   | 3789   | 134  | 6  | 2.12 | .930  |
| 2011–12    | Nashville Predators | NHL        | 73      | 43  | 18  | — | 8   | 4169   | 166  | 5  | 2.39 | .923  |
| 2012–13    | HK Dinamo Minsk     | KHL        | 22      | 9   | 11  | — | —   | 1327   | 68   | 1  | 3.08 | .897  |
| 2012–13    | Nashville Predators | NHL        | 43      | 15  | 16  | — | 8   | 2444   | 99   | 5  | 2.43 | .910  |
| 2013–14    | Nashville Predators | NHL        | 24      | 10  | 10  | — | 3   | 1367   | 63   | 2  | 2.77 | .902  |
| 2013–14    | Milwaukee Admirals  | AHL        | 2       | 2   | 0   | — | 0   | 121    | 2    | 0  | 0.99 | .943  |
| 2014–15    | Nashville Predators | NHL        | 64      | 41  | 17  | — | 6   | 3851   | 140  | 4  | 2.18 | .923  |
| 2015–16    | Nashville Predators | NHL        | 66      | 34  | 21  | — | 9   | 3871   | 161  | 4  | 2.48 | .908  |
| NHL totalt | NHL totalt          | NHL totalt | 465     | 238 | 136 | — | 49  | 25,828 | 1023 | 40 | 2.37 | .917  |

### Slutspel
| Säsong     | Lag                 | Liga       | Matcher | V  | F  | MIN   | IM  | N | GIM  | R%    |
| ---------- | ------------------- | ---------- | ------- | -- | -- | ----- | --- | - | ---- | ----- |
| 2003–04    | Kärpät              | FM-L       | 2       | 1  | 0  | 22    | 0   | 0 | 0.00 | 1.000 |
| 2005–06    | Milwaukee Admirals  | AHL        | 14      | 10 | 4  | 734   | 35  | 3 | 2.86 | .905  |
| 2006–07    | Milwaukee Admirals  | AHL        | 4       | 0  | 4  | 247   | 12  | 0 | 2.91 | —     |
| 2007–08    | Milwaukee Admirals  | AHL        | 6       | 2  | 4  | —     | 15  | 1 | 2.51 | .923  |
| 2009–10    | Nashville Predators | NHL        | 6       | 2  | 4  | 358   | 16  | 0 | 2.68 | .911  |
| 2010–11    | Nashville Predators | NHL        | 12      | 6  | 6  | 748   | 32  | 0 | 2.57 | .907  |
| 2011–12    | Nashville Predators | NHL        | 10      | 5  | 5  | 609   | 21  | 1 | 2.07 | .929  |
| 2014–15    | Nashville Predators | NHL        | 6       | 2  | 4  | 425   | 19  | 0 | 2.68 | .909  |
| 2015–16    | Nashville Predators | NHL        | 14      | 7  | 7  | 860   | 37  | 0 | 2.63 | .906  |
| NHL totalt | NHL totalt          | NHL totalt | 48      | 22 | 26 | 3,000 | 125 | 1 | 2.52 | .912  |